# Gil Carlos Rodríguez Iglesias
Gil Carlos Rodíguez Iglesias (ur. 26 maja 1946 w Gijón, zm. 17 stycznia 2019) – hiszpański prawnik, przewodniczący Trybunału Sprawiedliwości Wspólnot Europejskich w latach 1994–2003
Sędzia Trybunału od 31 stycznia 1986 do 7 października 2003, a przewodniczący od 7 października 1994 do 7 października 2003.
Autor licznych publikacji z zakresu prawa, w szczególności Unii Europejskiej (w tym o monopolach państwowych i publicznym sektorze, implementacji prawa wspólnotowego, sprawach dot. konstytucji Europy oraz ochrony podstawowych praw i wolności.